# Kořenová čepička

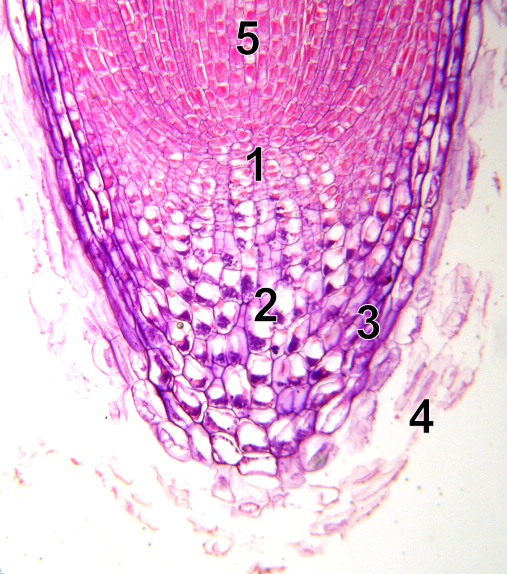

Kořenová čepička neboli kalyptra je část tkáně na špičce kořene.
Je tvořena parenchymem a její funkcí je ochrana meristému, produkuje sliz, aby lépe proklouzával v půdě, produkuje enzymy, které rozkládají částice půdy v okolí kořene. Některé buňky (statocyty)obsahují zrníčka škrobu neboli statolity, které mají gravitropickou funkci.
Čepička vzniká buď ze stejného meristému jako kořen, nebo má meristém vlastní, takzvaný kalyptrogen.